# Bèlpuèg (Tarn i Garona)
Bèlpuèg (en francès Beaupuy) és un municipi francès situat al departament de Tarn i Garona i a la regió d'Occitània.

## Geografia

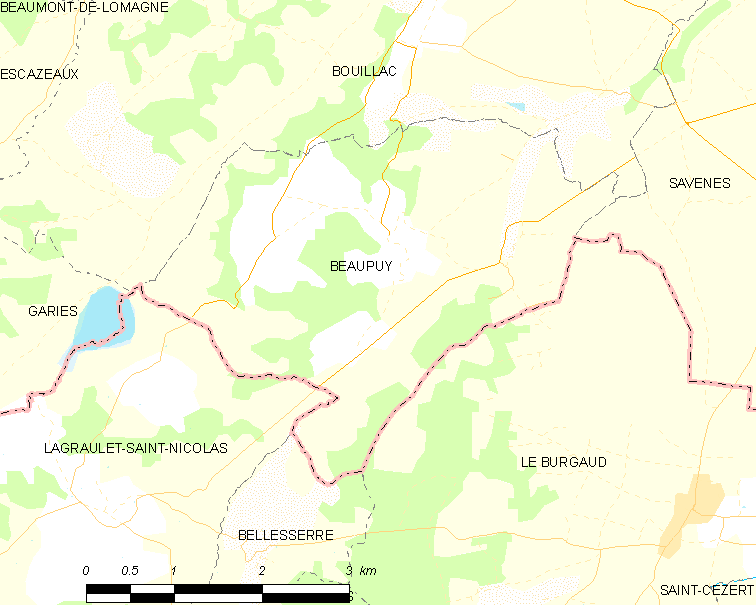
Mapa de la comuna de Bèlpuèg

## Administració
| Període | Identitat        | Partit |
| ------- | ---------------- | ------ |
| 2001-   | Arnaury Constans |        |

## Demografia
| 1962                                       | 1968 | 1975 | 1982 | 1990 | 1999 | 2006 |
| ------------------------------------------ | ---- | ---- | ---- | ---- | ---- | ---- |
| 101                                        | 148  | 130  | 133  | 158  | 173  | 271  |
| Des de 1962: població sense dobles comptes |      |      |      |      |      |      |